# Jorge Comensal
Jorge Comensal (Ciudad de México, 1987) es un narrador y ensayista mexicano, autor de la novela Las mutaciones (Antílope, 2016) y el ensayo Yonquis de las letras (La Huerta Grande, 2017). Ha sido colaborador para revistas como Este País, Tierra Adentro, Vice, Letras Libres, Revista de la Universidad de México y Variopinto.

## Carrera
Jorge Comensal estudió Lengua y Literaturas Hispánicas en la Universidad Nacional Autónoma de México. Fue becario de la Fundación para las Letras Mexicanas.
En 2016, publicó su primera novela, Las Mutaciones con la editorial Antílope. El libro aborda con humor el tema del cáncer, enfermedad que el autor ha vivido de cerca debido a varios casos en su familia. En su elaboración, Comensal consultó libros y artículos sobre medicina, genética, evolución, oncología y otros temas para documentar los aspectos científicos de la enfermedad tratados en la novela. Por ello, en esta narración pueden encontrarse diversos registros conviviendo en un lenguaje desgranado con belleza.  El libro fue publicado en España tres años después a través de la editorial Seix Barral.
En 2017, Comensal publicó el ensayo Yonquis de las letras.